# Oskar Uhlig
Oskar Uhlig foi um patinador artístico alemão. Uhlig conquistou a primeira medalha de ouro do Campeonato Europeu.

## Principais resultados
| Campeonato Europeu | Medalha de ouro |